# Skenea areolata
Skenea areolata är en snäckart som först beskrevs av Georg Ossian Sars 1878.  Skenea areolata ingår i släktet Skenea och familjen Skeneidae. Inga underarter finns listade i Catalogue of Life.